# Geotrichum reessii
Geotrichum reessii är en svampart som först beskrevs av Van der Walt, och fick sitt nu gällande namn av P.M. Kirk ined. 20 11. Geotrichum reessii ingår i släktet Geotrichum och familjen Dipodascaceae.   Inga underarter finns listade i Catalogue of Life.